# Верхні Гамри
Горне Гамре (словац. Horné Hámre) — село, громада округу Жарновиця, Банськобистрицький край, центральна Словаччина, регіон Теков. Кадастрова площа громади — 19,67 км². Протікає Пілянський потік.
Населення 644 особи (станом на 31 грудня 2017 року).

## Історія
Горне Гамре згадуються в 1391 році.

## Населення
| Рік:            | 1994. | 2004.   | 2014.   | 2024.   |
| --------------- | ----- | ------- | ------- | ------- |
| Кількість осіб: | 687   | 663     | 632     | 690     |
| Різниця:        |       | -3,49 % | -4,67 % | +9,17 % |

| Рік:            | 2023. | 2024.   |
| --------------- | ----- | ------- |
| Кількість осіб: | 684   | 690     |
| Різниця:        |       | +0,87 % |